# تزیروآنوماندیدو
تزیروآنوماندیدو (به لاتین: Tsiroanomandidy) یک شهر در ماداگاسکار است که در Tsiroanomandidy واقع شده‌است.
 تزیروآنوماندیدو  ۲۵٬۳۹۱ نفر جمعیت دارد.